# Epamera
Epamera là một chi bướm ngày thuộc họ Lycaenidae.